# 光をくれた人
『光をくれた人』（ひかりをくれたひと、The Light Between Oceans）は、2016年のアメリカ合衆国・オーストラリア・ニュージーランドのドラマ映画。M・L・ステッドマンによる『海を照らす光』を原作とし、デレク・シアンフランスが監督・脚本を務めている。製作はドリームワークス、リライアンス・エンターテインメント、パーティシパント・メディア、ヘイデイ・フィルムズが共同で行い、マイケル・ファスベンダー、アリシア・ヴィキャンデル、レイチェル・ワイズ、ブライアン・ブラウン、ジャック・トンプソンが出演した。
北米ではタッチストーン・ピクチャーズ配給で2016年9月2日に公開された。また第73回ヴェネツィア国際映画祭のコンペティション部門で上映され、金獅子賞を争った。

## あらすじ
第一次世界大戦後、元軍人で灯台守のトム・シェアボーン（マイケル・ファスベンダー）は妻のイサベル（アリシア・ヴィキャンデル）と共に西オーストラリア沖の島で暮らしていた。ある日、夫婦は漂流してきた手漕ぎボートに乗っていた男性と女の子の赤ん坊を発見したが、父親と思われる男性は死亡。生き残った赤ん坊をルーシーと名付け、自らの子供として二人は育て始める。

## キャスト
- トム・シェアボーン - マイケル・ファスベンダー
- イザベル - アリシア・ヴィキャンデル
- ハナ - レイチェル・ワイズ
- セプティマス・ポッツ - ブライアン・ブラウン
- ラルフ・アディコット - ジャック・トンプソン
- カレン・ピストリアス（英語版）
- フローレンス・クレリー
- アンソニー・ヘイズ（英語版）
- エミリー・バークレイ（英語版）
- レオン・フォード（英語版）
- トーマス・アンガー
- ベネディクト・ハーディー
- ジョージー・ジャン・ガスコイン
- エリオット&エヴァンジェリン・ニューベリー

## 製作
2012年11月27日、ドリームワークスが映画化権を獲得し、デヴィッド・ハイマンとジェフリー・クリフォードがプロデューサーを務めることが報じられた。2013年9月、デレク・シアンフランスが監督を務めることが発表された。2014年6月、アリシア・ヴィキャンデルがキャストに加わった。2014年7月、さらにマイケル・ファスベンダーとレイチェル・ワイズの出演が報じられた。パーティシパント・メディアが共同製作として参加する。

### 撮影

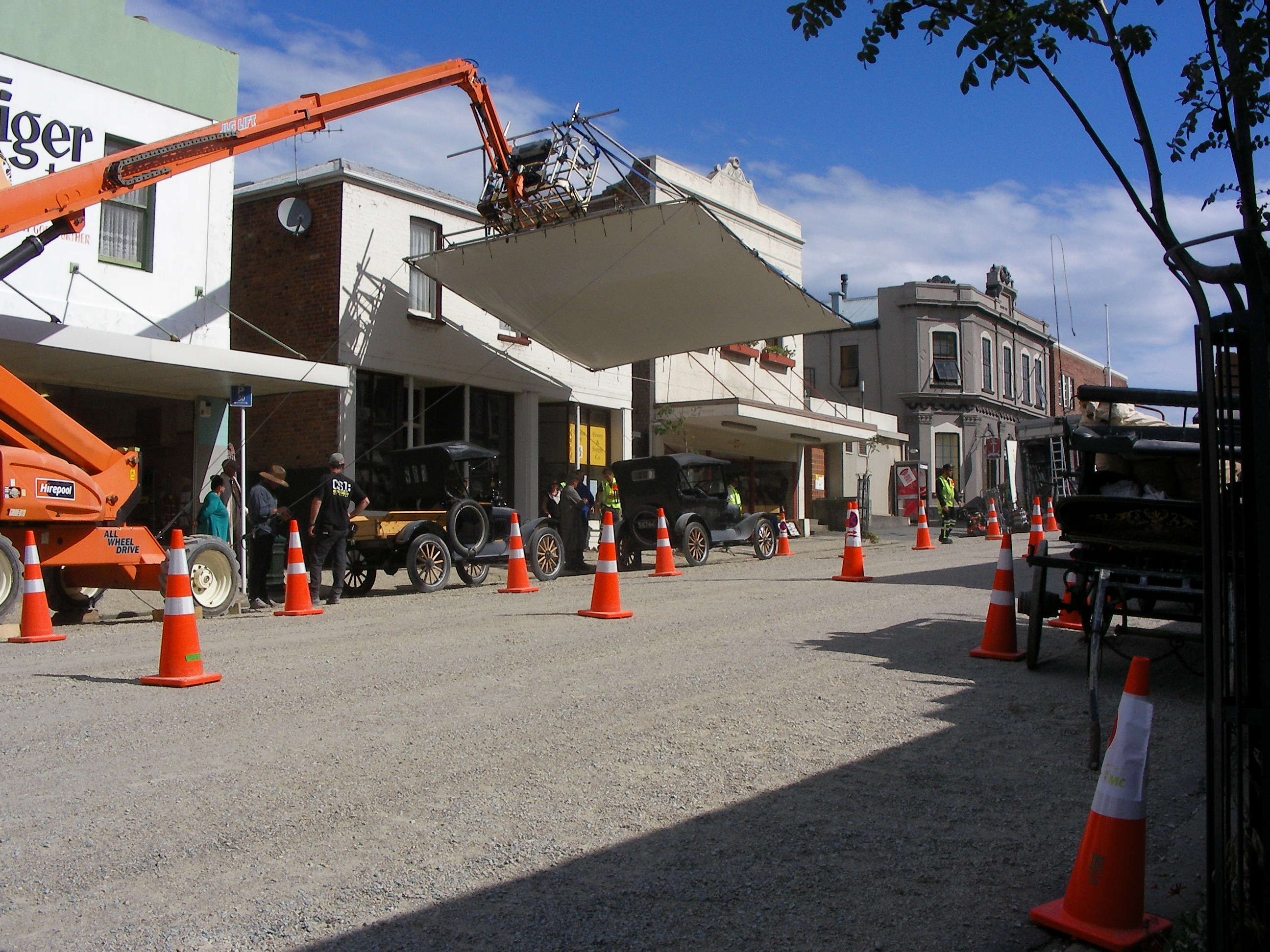
撮影地となったニュージーランドのポート・チャーマーズのジョージ・ストリート。

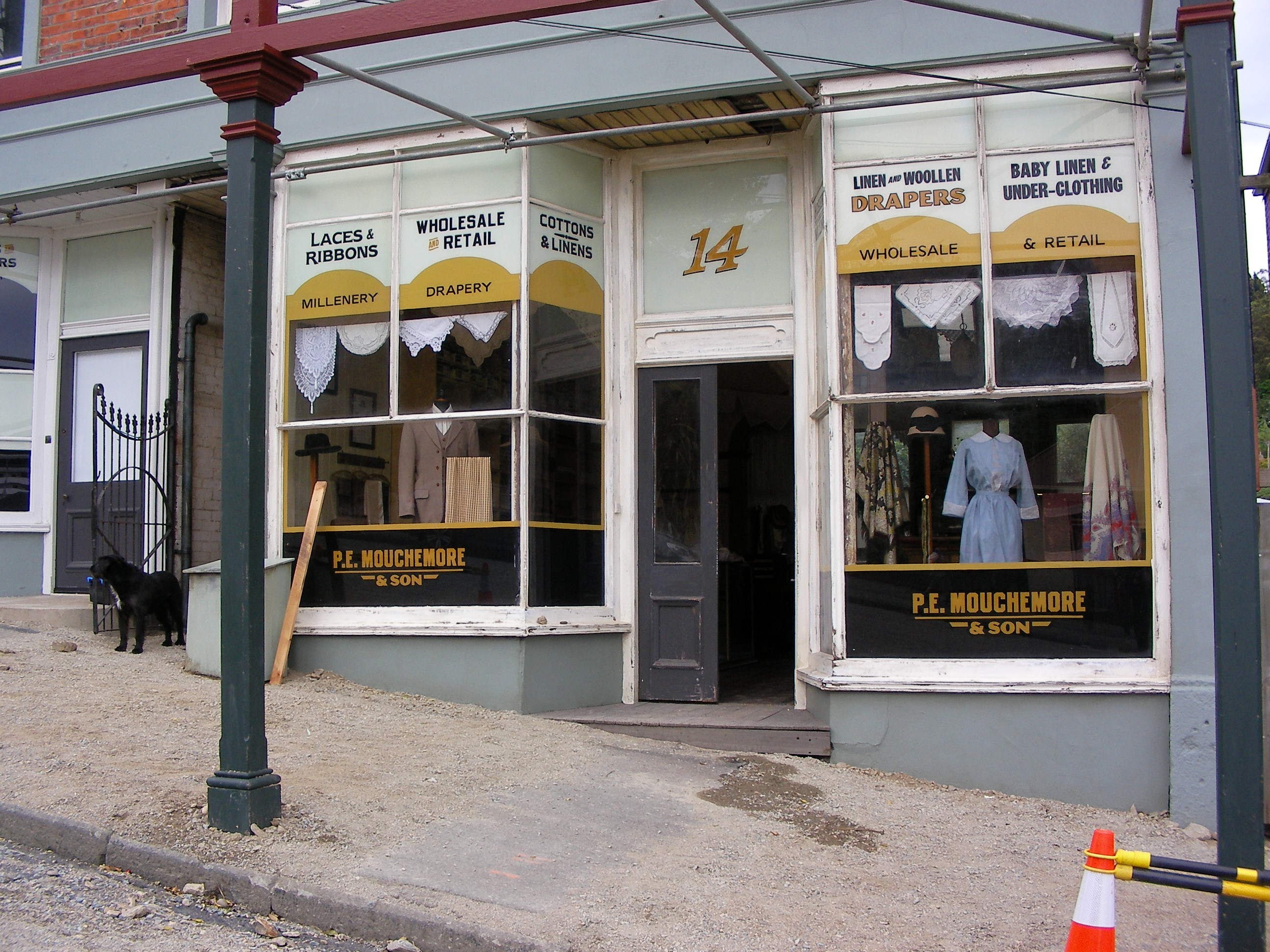
撮影地となったポート・チャーマーズのグレイ・ストリート。

制作は2014年9月に始まり、ニュージーランドのマールボロ地方とオーストラリアでの撮影予定が組まれた。2014年9月12日、スタッフがニュージーランドのダニーデンとオタゴ半島でロケーション・ハンティングをしていたことが報じられた。10月22日、スタッフはダニーデンの旧ダニーデン刑務所を撮影場所とし、3週間に及ぶ市内での撮影を行った。10月下旬、スチュアート・ストリートでの撮影が行われ、スタッフは旧キング・エドワード・テクニカル・カレッジの前をロケ地に選んだ。撮影は他にポート・チャーマーズでも行われた。その後はセントラル・オタゴのセント・バサンズに移り、1週間撮影し、11月半ばにニュージーランドでの撮影が完了した。蒸気機関車に乗った映像は10月に南カンタベリーのプレザント・ポイント鉄道にある改装された木製の「鳥かご」の客車内で撮られた。
11月17日、オーストラリアに移りタスマニア州スタンリーでの撮影が始まった。スタッフの撮影のために街の道路などを改装した。

## 公開
『光をくれた人』はタッチストーン・ピクチャーズの名義でウォルト・ディズニー・スタジオ・モーション・ピクチャーズが配給し、ウォルト・ディズニー・スタジオとの契約下で公開される最後のドリームワークス作品となった。2016年2月、ディズニーは2016年9月2日北米公開を発表した。ワールド・プレミアは第73回ヴェネツィア国際映画祭で行われた。